# テレソン
テレソン（英語: telethon）とは、数時間から数日という長時間にわたって、慈善活動、政治活動などの目的のための募金を目的として放送されるテレビ番組である。「テレビジョン」(television)と「マラソン」(marathon)のカバン語である。
ほとんどのテレソンは、司会者やホスト（多くの場合、地元の著名人やメディアパーソナリティ）に対し「後日必ず寄付を行う」という寄付の確約を強く求めるシーンが特徴的であり、歌手、バンド、楽器奏者などが出演するバラエティ番組風のエンターテイメントも組み合わされることも多い。また、慈善事業を目的とするテレソンの場合は、支援対象者へのインタビュー、慈善事業プロジェクトの特集など、支援対象に関連するコンテンツが含まれることがある。ラジオ放送における同様の番組はラジオソン（radiothon）と呼ばれるが、ほとんどのラジオソンでは生演奏などのエンターテインメントは含まれない。
アメリカ合衆国では、1960年に政治的な目的によるテレソンが初めて行われた。
一人当たりの寄付額が世界で最も高いテレソンは、オーストラリア・西オーストラリア州パースで行われる『チャンネルセブン・パース・テレソン』である。1968年の放送開始以降、6億5千万オーストラリア・ドル(AUD)以上を調達し、2024年の放送では8320万AUDを調達した。
世界で最も視聴され、評価の高いテレソンは、チリの『テレソン・チリ』である。チリ国内だけでなく国外の視聴者からも寄付を集め、1978年の放送開始以降で3千億チリ・ペソ(CLP)を調達し、2024年には米ドル換算で5040万ドルを調達した。
日本においては、チャリティを伴わない長時間番組についても「テレソン」の呼称が用いられることがある。

## 歴史

### アメリカ合衆国
1949年4月9日、ミルトン・バール司会による世界初のテレソンが行われた。16時間にわたり放送され、デイモン・ラニアン癌研究財団のための110万ドルの寄付金が集まった。放送の前日の新聞で、「テレソン」という言葉が初めて出版物に載った。
毎年開催されるテレソンの最初のものは、慈善団体ユナイテッド・セレブラル・パルシー(UCP)によるUCPテレソンである。テレビ局幹部のレオナルド・ゴールデンソンの娘は脳性麻痺（セレブラル・パルシー）を患っていた。ゴールデンソンはその他の患者家族とともに1950年にUCPテレソンを開始し、初期の司会者にデニス・ジェームズを迎えた。ジェームズは1980年代までこのテレソンの司会を続けた。このテレソンは現在では実施されておらず、UCPはWebサイトなど別の手段で資金を調達している。1955年までにはテレソンはアメリカ文化に定着し、1955年のフィルム・ノワール『消された証人』(Tight Spot)では、コミックリリーフとしてテレソンがパロディ化された。
アメリカ国内で同じチャンネルで毎年継続している最古のテレソンは、ウィスコンシン州グリーンベイの放送局WBAY-TV（チャンネル2）が放送している地元の脳性麻痺協会を支援するためのテレソンで、1954年3月から毎年放送されている。

### オーストラリア
メルボルンの王立小児病院は1931年からグッド・フライデー・アピールというチャリティイベントを行っていたが、セブン・ネットワークがスポンサーとなった1957年からテレソンを開始した。
アデレードのテレソンは、1960年12月にアデレード北部のティンテ通りにあるNWS9のスタジオで初めて行われた。当時クイズ王としてオーストラリアで有名だったバリー・ジョーンズが出演し、チャリティ活動の一環として、募金をするとジョーンズに好きな問題を出して回答してもらえるという企画があった。
パースのテレビ局TVWは、1961年の西オーストラリアの森林火災を受けて単発のテレソンを開催した。1966年と1967年には、ベトナム戦争に従軍する西オーストラリアの兵士にクリスマスプレゼントを送るためのテレソンを開催した。1968年以降は毎年テレソンを実施している。

## 各国の実例

### アメリカ

#### アメリカ合衆国
アメリカ合衆国では、様々な慈善団体を支援するための各種のテレソンが開催されている。ただし、2014年現在で、全米規模でのテレソンは存在しない。
アメリカ合衆国で最も長く続いた全米規模のテレソンは『レイバー・デイ・テレソン』である。1966年から2013年まで毎年レイバー・デーに、筋ジストロフィー協会(MDA)の活動を支援するために開催されていた。放送時間は長らく21時間以上あったが、2011年に6時間に短縮されて「テレソン」とは呼べない規模となり、翌年には3時間、その翌年には2時間にまで短縮された末に、2014年以降は開催されなくなった。過去に全米またはそれに準ずる規模でテレソンを開催した慈善団体として、他にセントジュード小児研究病院、イースター・シールズ、関節炎財団、チルドレンズ・ミラクル・ネットワーク病院などがある。
テレソンに準じる形で、寄付キャンペーンを毎年開催しているラジオ局もある。ただし、これは連続の番組ではなく、通常の放送スケジュールの合間に寄付を募るメッセージを流す形式である。
宗教テレビネットワークのトリニティ・ブロードキャスティング・ネットワーク(TBN)は、半年に1回、1週間連続のテレソン"Praise-a-Thons"を開催している。
クリスチャン・ブロードキャスティング・ネットワーク(CBN)は、テレソンの形式を改変した約1週間にわたる番組を年3回放送しているが、1日の放送時間は1時間程度である。CBNのテレソンは、当初は24時間連続で行う形式だったが、24時間放送のできる傘下のテレビ局「ファミリーチャンネル」（現在のフリーフォーム）をCBN設立者のパット・ロバートソンが売却したことにより、24時間のテレソンは終了した。それ以降は、毎年12時間のテレソンを開催して、スーパーボウルの前の日曜日にフリーフォームにて放送し、さらに様々なテレビ局に配信している。その他の宗教放送局や宗教テレビネットワークもテレソンを開催しており、例えば西海岸のハシディズムの運動であるチャバドの放送局は、1980年からテレソンを毎年開催している。
民主党は、1972年から一時的に、毎年テレソンを実施していた。そのうちの2つのタイトルは"America Goes Public"と"Answer, America!"だった。このテレソンは、民主党の数百万ドルの債務を返済するためのもので、このアイデアはジョン・Y・ブラウン・ジュニア（ケンタッキー・フライド・チキンを成長させた実業家で、後のケンタッキー州知事）によるものだった。このテレソンは1979年のコメディ映画『アメリケーション』の発想の源となった。同作の中では、アメリカ合衆国の財政破綻を回避するためのテレソンが開催される。
かつてはアメリカ合衆国のほとんどの大都市で、都市単位のローカルテレソンが開催されていた。現代ではほとんど行われていないが、ケンタッキー州ルイビルの"WHAS Crusade for Children"やニューヨーク州バッファローの"Variety Club Telethon"（1962年に始められ、子供のための慈善団体「バラエティ」を支援）などが今なお行われている。
2012年12月14日、アメリカ合衆国初のスペイン語によるテレソン『テレソンUSA』(Teletón USA)がユニビジョンにより放送された。長寿番組『サバド・ヒガンテ』の司会のドン・フランシスコが司会を務め、第1回放送では、目標額を約100万ドル上回る約815万ドルの寄付金を集めた。

#### カナダ
カナダには、毎年開催されている全国規模のテレソンは存在しないが、アメリカ合衆国と同様に多くの地方小児病院がチルドレンズ・ミラクル・ネットワーク病院と協力して毎年6月初旬に地域単位のテレソンを開催している。また、アメリカ合衆国のテレビネットワークに加盟するケーブルテレビ局が多数あるため、『レイバー・デイ・テレソン』などのアメリカ合衆国のテレソンがカナダでも放送され、カナダ国民からの寄付も寄せられている。
チルドレンズ・ミラクル・ネットワーク以外の主な地域テレソンには、以下のものがある。
- Telemiracle - 3月にサスカチュワン州で開催され、キンスメン（英語版）財団の支援を目的とする。現在はCTVのサスカチュワン州の放送局により放送されている。1977年の開始以来1億ドルを超える寄付を集め、2018年には1回で710万ドルを集めた。
- Christmas Daddies - 12月に開催。カナダ大西洋州の恵まれない子供たちの支援を目的とし、CTVアトランティック（英語版）により放送される。
- Show of Hearts - 2月にブリティッシュコロンビア州で開催され、慈善団体バラエティの支援を目的とする。バンクーバーのCHAN-DTで放送される。
- CTV-Lion's Club Children's Christmas Telethon - 12月に開催され、北オンタリオ地方の恵まれない子供たちにクリスマスプレゼントを贈ることを目的としている。CTV北オンタリオ（英語版）で放送され、地元のミュージシャンが出演する。

### ヨーロッパ

#### オーストリア
オーストリアでは、障害者を支援するためのテレソン『リヒト・インス・ドゥンケル』（ドイツ語: Licht ins Dunkel、「暗闇の中の光」）が1973年から毎年開催されている。

#### スペイン
スペイン・カタルーニャ州の公共放送局カタルーニャテレビ（Televisió de Catalunya）は、複数の疾患を支援するテレソン"La Marató de TV3"を1992年から毎年開催している。2018年にはがん研究のために約1500万ユーロの寄付金を集めた。

#### フランス
フランスでは、1987年から毎年、フランス筋ジストロフィー協会(AFM)を支援するための『AFMテレソン』がフランス2によって毎年12月に開催されており、同じくフランス・テレビジョンの傘下であるフランス3とフランス5、および公共ラジオネットワーク（フランス・アンテル、フランス・アンフォ、ici）が支援している。フランス全土で複数のイベントが行われる。2024年には、約9655万ユーロの寄付金を集めた。

#### アイルランド
アイルランドでは、アイルランド放送協会(RTÉ)が1989年から2007年まで隔年で『ピープル・イン・ニード・テレソン』(People in Need Telethon)を開催していた。8回のテレソンで3500万ユーロを集め、ピープル・イン・ニード・トラストを通じてアイルランド全土の千を超える団体に助成金が支給された。

#### イタリア
イタリアでは、1990年から毎年12月にイタリア放送協会(RAI)によりテレソンが開催されている。このテレソンは、スザンナ・アニェッリと「筋ジストロフィーと戦うイタリア連合」により創始された。

### アジア

#### 日本

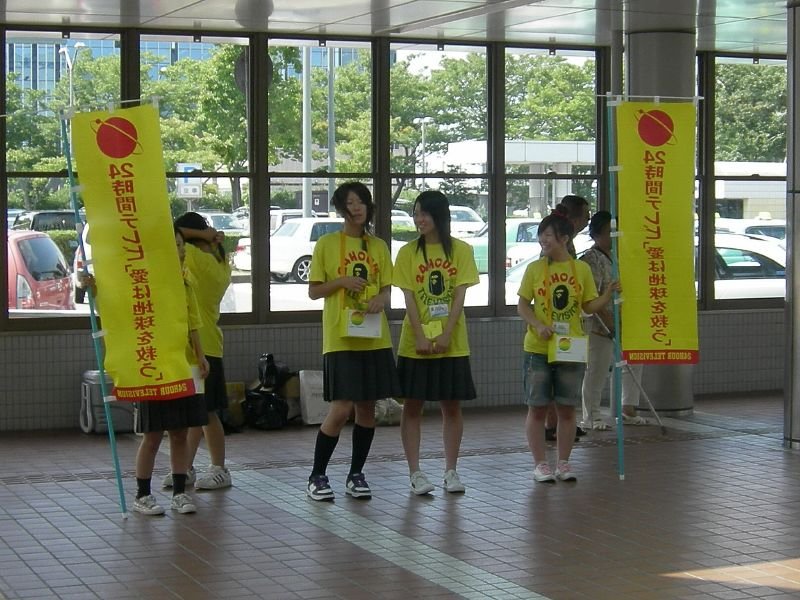
『24時間テレビ』の募金活動の様子

日本初のテレソンは、1975年3月21日から3月22日にかけて近畿放送（現・京都放送、KBS京都）で放送された延べ25時間のテレビチャリティーキャンペーン番組『宮城まり子のチャリティーテレソン』である。この番組は、身体障碍者のリハビリテーションセンターを京都府に建設することを主にした、身障者の社会参加を目的に放送された。
日本テレビは1978年から『24時間テレビ 「愛は地球を救う」』を毎年8月に開催し、日本初の全国規模のテレソンとなった。この番組は、世界中の病気や障害を抱える人々、戦争や自然災害の被害者、環境保護プログラムを支援する慈善団体のための資金を募ることを目的としている。
1987年にフジテレビが、『24時間テレビ』のパロディとして、24時間特番『FNSスーパースペシャル一億人のテレビ夢列島』を放送し、以降毎年恒例となっているが、これはチャリティを目的としたものではなく、厳密な意味ではテレソンではない。

#### 香港
香港では、東華三院（東華病院グループ）によるテレソン『歓楽満東華』（東華チャリティショー）が毎年12月に開催されている。1979年に無綫電視(TVB)のバラエティ番組『歓楽今宵』(Enjoy Yourself Tonight)に関連した慈善ショーとして開始された。

#### イスラエル
ヘブライ語でテレソンは、「テレ」に「寄付」を意味する「トロム」を付けた「テレトロム」(טלתרום, teletorom)と呼ばれている。イスラエルでは長年にわたり、イスラエル国防軍(IDF)に所属する人々を支援するためのテレソンが毎年開催されている。チャンネル2では、危険にさらされた子供たちを支援するためのテレソン「ヨム・トブ」（יום טוב, Yom Tov、「良い日」の意味）が開催されている。

#### シンガポール
シンガポールでは、メディアコープと仁慈医院（レンチー病院）が主催する「レンチー・チャリティショー」というテレソンが毎年開催されている。その他に、NKFチャリティショーがある。

### 世界規模
アルメニア基金は、アメリカ合衆国の主要都市および全世界向けのテレソンを9年間にわたり開催してきた。このテレソンは、アルメニアとナゴルノ・カラバフにおける人道支援とインフラ整備のための資金調達を目的としていた。2007年のテレソンでは、過去最高の1530万ドルを調達した。
2004年のスマトラ島沖地震（インド洋大津波）の被災者支援のため、カナダ（CTV）、アメリカ合衆国（NBC）、オーストラリア（3つのテレビネットワーク共同）など各国でテレソンが開催された。
2014年、ポッドキャストネットワークのTWiT.tvは、世界各地の新年を迎えた地域をつなぐ24時間のテレソン"24 Hours of 2015"を開催した。TWiT.tv創設者のレオ・ラポートが司会を務め、5万8千ドルの寄付金を集め、ユニセフに寄付した。